# Terry (Familienname)
Terry ist ein Familienname. Zur Etymologie siehe Terry (Vorname).

## Namensträger

### A
- Adam Terry (* 1982), US-amerikanischer Footballspieler
- Alfred Terry (1827–1890), General der Nordstaaten im Amerikanischen Bürgerkrieg
- Alice Terry (1899–1987), US-amerikanische Stummfilmschauspielerin
- Aline Terry († nach 1894), US-amerikanische Tennisspielerin Ende des 19. Jahrhunderts
- Alton Terry (1912–2003), US-amerikanischer Speerwerfer
- Arthur Terry (1927–2004), britischer Philologe, Kritiker und Dolmetscher

### B
- Bill Terry (1898–1989), US-amerikanischer Baseballspieler
- Brad Terry (* 1937), US-amerikanischer Jazzmusiker
- Buddy Terry (1941–2019), US-amerikanischer Jazzmusiker

### C
- Carole Terry (* 1948), US-amerikanische Organistin, Cembalistin und Musikpädagogin
- Charles L. Terry (1900–1970), US-amerikanischer Politiker
- Charles Sanford Terry (Historiker) (1864–1936), britischer Historiker und Bachforscher
- Charles Sanford Terry (Übersetzer) (1926–1982), US-amerikanischer Japanologe und Übersetzer
- Chris Terry (* 1989), kanadischer Eishockeyspieler
- Clark Terry (1920–2015), US-amerikanischer Jazz-Trompeter, Bandleader und Komponist

### D
- Dan Terry (1924–2011), US-amerikanischer Trompeter, Arrangeur und Bigband-Leader
- David Terry (* vor 1967), britischer Musiker und Bandleader, siehe Elmer Gantry (Musiker)
- David D. Terry (David Dickson Terry; 1881–1963), US-amerikanischer Politiker
- David Smith Terry (1823–1889), US-amerikanischer Jurist und Politiker

### E
- Ellen Terry (1847–1928), englische Bühnenschauspielerin
- Ethel Grey Terry (1882–1931), US-amerikanische Stummfilm-Schauspielerin

### F
- Fernando Belaúnde Terry (1912–2002), peruanischer Architekt und Politiker

### G
- George Terry (* 1950), US-amerikanischer Rockmusiker
- Gordon Terry (1931–2006), US-amerikanischer Country-Musiker

### H
- Hanna Terry (* 1990), US-amerikanische Fußballspielerin
- Helen Terry (* 1956), englische Sängerin und Fernsehproduzentin
- Henry Terry (1868–1952), britischer Cricketspieler

### J
- Jack Terry (1930–2022), polnisch-US-amerikanischer Überlebender des Holocaust und Autor
- Jack Terry (1922–2000), Pseudonym von Werner Cyprys, deutscher Sänger, Komponist, Liedtexter und Musikproduzent
- James L. Terry (* 1957), US-amerikanischer Generalleutnant
- Jason Terry (* 1977), US-amerikanischer Basketballspieler
- Jo Ann Terry (* 1938), US-amerikanische Hürdenläuferin, Weitspringerin und Fünfkämpferin
- John Terry (* 1980), englischer Fußballspieler
- John Terry (Schauspieler) (* 1950), US-amerikanischer Schauspieler
- John H. Terry (1924–2001), US-amerikanischer Politiker
- Jude Terry, britische Marineoffizierin

### K
- Kay Terry (* 1941), australische Badmintonspielerin

### L
- Lawrence Terry (* 1946), US-amerikanischer Ruderer
- Lee Terry (* 1962), US-amerikanischer Politiker
- Len Terry (1924–2014), britischer Konstrukteur
- Lucy Terry (1730–1821), amerikanische Dichterin
- Luther Leonidas Terry (1911–1985), US-amerikanischer Arzt und Gesundheitsminister (Surgeon General) von 1961 bis 1965

### M
- Matt Terry (* 1993), britischer Popsänger
- Michael Terry (Entdeckungsreisender) (1899–1981), britischer Entdeckungsreisender, Schriftsteller und Prospektor in Australien
- Michael Terry (Leichtathlet) (* 1973), antiguanischer Leichtathlet
- Michael Grant Terry (* 1984), US-amerikanischer Schauspieler

### N
- Nathaniel Terry (1768–1844), US-amerikanischer Politiker
- Nick Terry (* 1967), englischer Snookerspieler
- Nigel Terry (1945–2015), britischer Schauspieler

### P
- Pascal Terry (1959–2009), französischer Motorradrennfahrer
- Peter Terry (1926–2017), britischer General
- Paul Terry (1887–1971), US-amerikanischer Trickfilmzeichner
- Phillip Terry (1909–1993), US-amerikanischer Schauspieler

### Q
- Quinlan Terry (* 1937), britischer Architekt

### R
- Ralph Terry (* 1936), US-amerikanischer Baseballspieler
- Randall Terry (* 1959), US-amerikanischer Pro-Life-Aktivist, Autor und Musiker
- Rex Terry (1888–1964), US-amerikanischer Politiker
- Reyshawn Terry (* 1984), US-amerikanischer Basketballspieler
- Rob Terry (* 1980), walisischer Wrestler

### S
- Sheila Terry (Schauspielerin) (1910–1957), US-amerikanische Schauspielerin
- Sheila Terry (Politikerin) (* 1950), irische Politikerin
- Simon Terry (1974–2021), britischer Bogenschütze
- Sonny Terry (1911–1986), US-amerikanischer Bluessänger und Mundharmonikaspieler
- Sue Terry (* 1959), amerikanische Jazzmusikerin

### T
- Teri Terry, Autorin von Jugendbüchern
- Thelma Terry (1901–1966), US-amerikanische Jazzmusikerin und Bandleaderin
- Todd Terry (Schauspieler) (* 1966), US-amerikanischer Schauspieler und Produzent
- Todd Terry (* 1967), US-amerikanischer Musikproduzent
- Troy Terry (* 1997), US-amerikanischer Eishockeyspieler
- Twanisha Terry (* 1999), US-amerikanische Sprinterin

### W
- William Terry (Politiker) (1824–1888), US-amerikanischer Politiker (Virginia)
- William Terry (Schauspieler) (1914–1962), US-amerikanischer Schauspieler
- William L. Terry (1850–1917), US-amerikanischer Politiker
- William Richard Terry (1827–1897), US-amerikanischer General der Südstaaten

### Y
- Yosvany Terry (* 1972), kubanischer Jazzmusiker und Komponist